# Lü Zhi (Biologin)
Lü Zhi (chinesisch 呂植 / 吕植, Pinyin Lǚ Zhí; * 1965) ist eine chinesische Naturschutzbiologin sowie Expertin für Große Pandas und Biodiversität. Sie ist Professorin an der Universität Peking und auch geschäftsführende Direktorin des Peking University Center for Nature and Society.  Lü ist auch Gründerin des Shanshui Conservation Center, das sich der Erhaltung des Sanjiangyuan-Naturschutzgebiets in Yushu, Qinghai, widmet.

## Leben
Lü schrieb sich 1981 im Alter von sechzehn Jahren an der Universität Peking ein, wo sie 1992 die gesamte Studien- und Postgraduiertenphase abschloss. Im selben Jahr begann sie ihre Arbeit mit Großen Pandas, als sie Mitarbeiterin einer Langzeit-Feldstudie über die Tiere, ihren Lebensraum und ihre genetische Vielfalt wurde. Während ihrer Feldforschung knüpfte sie Bindungen zu einigen der Pandas, half einem kranken Panda, wieder zu fressen, und war auch eine der ersten Personen, die sich in die Höhle eines wilden Pandas begaben. Sie brachte sich autodidaktisch die Kunst der Tierfotografie bei, und ihre Bilder wurden 1993 und 1995 im National Geographic Magazine veröffentlicht.
Von 1995 bis 2000 arbeitete sie als Projektleiterin für den World Wildlife Fund China, wo sie Programme und Aktivitäten entwickelte, die sich auf den Großen Panda und auch auf die Fauna der Autonomen Region Tibet konzentrierte. Sie half auch bei der Eröffnung des WWF-Büros in Tibet und bei der Aufstockung des jährlichen Gesamtbudgets für die Erhaltung des Großen Pandas. Im Jahr 2002 wurde sie Mitarbeiterin bei Conservation International (CI), wo sie als Leiterin des China-Büros tätig war.
Lü konzentriert sich in ihrer Naturschutzarbeit auf mehrere große bedrohte Tierarten, darunter den Großen Panda, den Schneeleoparden, die Przewalski-Gazelle und den Tibetischen Braunbären. Ihre Nichtregierungsorganisation (NGO), das Shanshui Conservation Center, wurde 2007 gegründet, um „gemeinschaftliche, basisnahe Lösungen für den Naturschutz in Westchina“ zu entwickeln. Sie betont die Bedeutung von gemeinschaftlich verwalteten Naturreservaten im Kampf um den Schutz von Arten und Lebensräumen, wobei diese Art von Modellen sowohl den Tieren als auch der nachhaltigen Nutzung des Landes durch die Menschen zugutekommen soll. Neben der Forschung und Entwicklung von gemeinschaftlichen Naturschutzbemühungen hat sie auch mit der chinesischen Regierung und Unternehmen zusammengearbeitet, um umweltfreundlichere Gesetze und Praktiken zu entwickeln.
Lü hat mehrere wissenschaftliche Bücher geschrieben und mitverfasst, darunter Giant Pandas in the Wild (2002), das in Zusammenarbeit mit George B. Schaller entstand.